# Eclipse Mortal

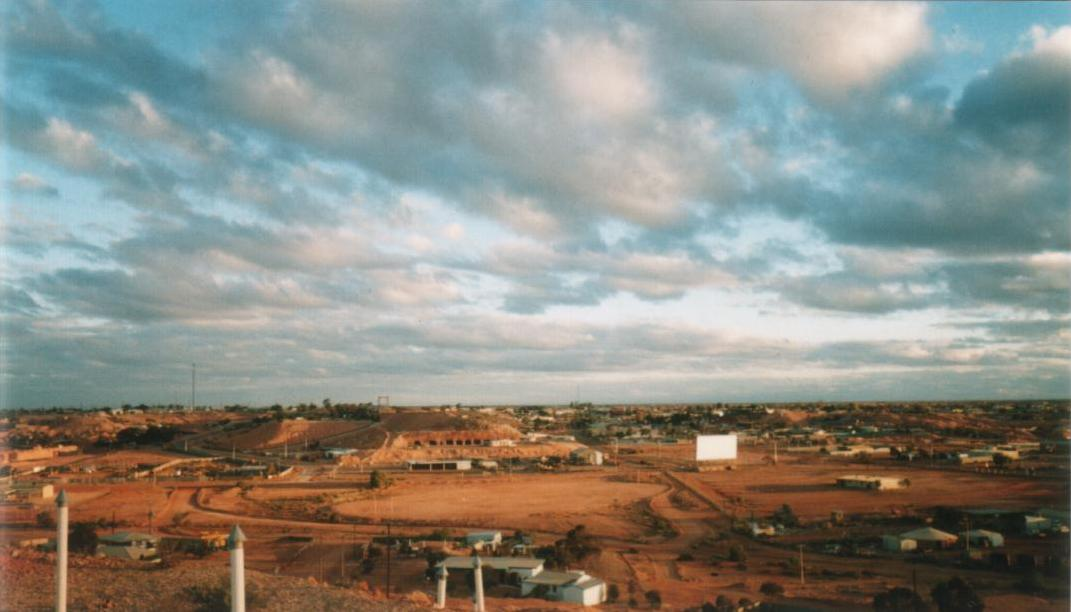
A cidade de Coober Pedy.

Pitch Black (bra/prt: Eclipse Mortal) é um filme áustralo-norte-americano de 2000,[carece de fontes?] dos gêneros aventura, ação, ficção científica e terror, dirigido por David Twohy e estrelado por Vin Diesel, Radha Mitchell, Cole Hauser e Keith David. O roteiro foi escrito por Jim Wheat, Ken Wheat e David Twohy, baseado em uma história original de Jim Wheat e Ken Wheat.
A sequência, The Chronicles of Riddick, foi lançada em 2004, com Vin Diesel de volta como personagem-título e David Twohy voltando como roteirista e diretor. Um terceiro filme, simplesmente intitulado Riddick, foi lançado em 2013, com Vin Diesel e David Twohy se reunindo novamente.

## Sinopse
Uma falha mecânica obriga uma espaçonave com centenas de passageiros a fazer um pouso forçado num planeta desconhecido que, com três sóis, não conhece a noite. Só uma tripulante e alguns passageiros sobrevivem, entre eles um prisioneiro sob escolta e o policial encarregado, além de um casal de biólogos. Procurando refúgio, vão parar numa caverna, onde um deles é morto por uma criatura que não suporta a luz solar. Sabendo que uma eclipse se aproxima, o grupo terá que se unir para se proteger da criatura.

## Elenco
- Vin Diesel ...... Richard B. Riddick
- Radha Mitchell ...... Carolyn Fry
- Cole Hauser ...... William J. Johns
- Keith David ...... Abu "Imam" al-Walid
- Lewis Fitz-Gerald ...... Paris P. Ogilvie
- Claudia Black ...... Sharon "Shazza" Montgomery
- Rhiana Griffith ...... Jack
- John Moore ...... John "Zeke" Ezekiel
- Simon Burke ...... Greg Owens
- Les Chantery ...... Suleiman
- Sam Sari ...... Hassan
- Firass Dirani ...... Ali
- Vic Wilson ...... capitão Tom Mitchell
- Angela Moore ...... tripulante